# Charles Biddle
Charles Reed Biddle, CM, (* 28. Juli 1926 in Philadelphia; † 4. Februar 2003 in Montreal) war ein aus den USA stammender kanadischer Bassist.

## Leben und Wirken
Biddle stammte aus Philadelphia. Er leistete seinen Militärdienst in der US-Armee während des Zweiten Weltkrieges ab und gelangte dadurch nach China, Indien und Burma. Anschließend studierte er Musik an der Temple University in Philadelphia, wo er mit dem Bassspiel begann. 1948 kam er durch eine Tour mit Vernon Isaacs Three Jacks and a Jill nach Montreal. Biddle war von der besonders in Québec bestehenden Akzeptanz afroamerikanischer Jazzmusiker angetan und entschied, sich in Montreal niederzulassen, wo er bald darauf heiratete.
Von 1954 bis 1972 arbeitete Biddle im Hauptberuf als Autoverkäufer, trat daneben mit den Pianisten Charlie Ramsey, Milt Sealey, Alfie Wade, Sadik Hakim und Stan Patrick in verschiedenen Montrealer Nachtclubs auf. Als Promoter buchte er Musiker wie Johnny Hodges, John Coltrane, Pepper Adams, Bill Evans, Art Farmer, Tommy Flanagan und Thad Jones für Auftritte in Montreal. Zwischen 1959 und 1978 trat er immer wieder mit dem Gitarristen Nelson Symonds auf, 1961 bis 1963 unter Biddles Leitung in den Clubs Dunn's oder La Tête de l'Art und von 1964 bis 1968 unter Symonds' Leitung im Jazzclub Black Bottom. Als Duo traten sie zwischen 1974 und 1978 in verschiedenen Ressorts auf.
Biddle war vor allem als wichtiger Unterstützer und Promoter des Jazz in Montreal bekannt. Er organisierte häufig Festivals mit lokalen Jazzmusikern, z. B. 1979 und 1983 das dreitägige Jazzfestival Jazz Chez Nous, das den Grundstein für das Festival International de Jazz de Montréal legte.
1981 wurde ein Montrealer Jazzclub in der Aylmer Street, das Biddle's, nach ihm benannt (heute House of Jazz), wo auch seine Tochter auftritt, die Jazzsängerin und Schauspielerin Stephanie Biddle in dem Bruce-Willis-Film The Whole Nine Yards. Biddle selbst trat zeit seines Lebens in dem Club auf, unter der Bezeichnung  Charlie Biddle on the fiddle, und als Leiter von Trios, zusammen mit Oliver Jones, Steve Holt, Wray Downes und Jon Ballantyne. 2000 wurde er kanadischer Staatsbürger. Biddle wirkte auch bei Aufnahmen von Milt Sealey, Ted Curson und Oliver Jones mit. Er trat auch in Filmen wie The Whole Nine Yards (2000), The Moderns (1988) und Revolving Doors (1988) auf.
Eine weitere Tochter, die Schauspielerin und Politikerin Sonya Biddle, verstarb im Januar 2022 im Alter von 64 Jahren.

## Auszeichnungen
Biddle wurde 2000 mit dem Oscar Peterson Prize ausgezeichnet; 2003 wurde er Member of the Order of Canada und wurde im selben Jahr mit dem Prix Calixa-Lavallée geehrt.

## Diskographische Hinweise
- Live at the Festival International de Jazz de Montreal (1983)
- Live at Biddle's jazz and ribs. Oliver Jones trio (1983)
- In good company, Downes, Jones, O'Neal piano, Muhammad Drums, Ring guitar (1996)